# Adekvat kausalitet
Adekvat kausalitet, en typ av kausalitet som krävs för att en skyldighet att betala skadestånd skall åläggas någon. "Kausalitet" betyder orsakssamband. "Adekvat" innebär att orsakssambandet skall vara av ett visst, kvalificerat slag. Läran om adekvat kausalitet har tillämplighet främst i vetenskapsteori dvs läran om vad man kan ha säker kunskap om, förvirra ej med epistemologi. Sekundärt har man på senare tid börjat tillämpa dessa begrepp i skadeståndsrätten, men används även inom andra områden, som straffrätten och den allmänna obligationsrätten. 
Om det saknas ett adekvat orsakssamband mellan en handling och den skada som skadestånd yrkas för, så skall skadestånd ej utdömas.

## Adekvansbedömning
Kravet på adekvat kausalitet innefattar en bedömning i två led. Först krävs det att den ansvarsgrundande handlingen (typiskt sett en vårdslös eller uppsåtlig handling) faktiskt orsakat skadan, att det föreligger ett faktiskt samband mellan handlingen och skadan. Denna bedömning är oberoende av juridikens normer. Orsaksbegreppet i skadeståndsrätten får inte sitt innehåll från rättsliga normer, utan bygger på allmänna sunt förnufts-uppfattningar och kräver inte sällan expertbedömningar. Om frågan till exempel är om anledningen till A:s hjärnskada var det slag som B gav henne, så besvaras frågan utifrån fysiologiska antaganden i kombination med common sense-antaganden, etc. Denna bedömning kräver med andra ord inte några antaganden om rättsliga regler för att utföras.
Nästa steg är adekvansbedömningen, som till skillnad från orsaksbedömningen är en rent rättslig bedömning - den innebär att normer appliceras på vissa faktiska omständigheter. Adekvansen skall bedömas objektivt, brukar det sägas. Vad det mer konkret innebär är inte så lätt att säga. Skolexemplet är följande: Om till exempel blixten slår ned i en droska som genom kuskens misstag kommit på avvägar, så kan inte skadestånd yrkas med motiveringen att blixten inte hade träffat droskan om inte kusken kört fel väg. Eftersom blixten kan slå ned var som helst, och således lika gärna hade kunnat träffa droskan om denna befunnit sig på rätt väg, så saknas därmed ett adekvat samband mellan felnavigeringen och den uppkomna skadan.
Läran om adekvat kausalitet, eller adekvansläran, har kritiserats för att vara luddig av Hjalmar Karlgren. I modern svensk rätt har adekvansläran utvecklats till en mångfacetterad och komplex modell för avgränsning av ansvar. Vanligtvis görs bedömningen av om ett orsakssamband var "adekvat" genom användandet av vissa för adekvansläran typiska uttryck. Adekvanskravet har således uttryckts i termer som att skadan ur skadevållarens synvinkel måste ha varit ”förutsebar”, ”sannolik”, ”påräknelig”, ”beräknelig”, ”i farans riktning”, ” typisk”, ”konkret och närliggande”, eller inte ”alltför […] säreget eller avlägset”. 